# Антонюв (Опольське воєводство)
Антонюв (пол. Antoniów) — село в Польщі, у гміні Озімек Опольського повіту Опольського воєводства.
Населення — 1180 осіб (2011).

## Демографія
Демографічна структура станом на 31 березня 2011 року:
|          | Загалом | Допрацездатний вік | Працездатний вік | Постпрацездатний вік |
| -------- | ------- | ------------------ | ---------------- | -------------------- |
| Чоловіки | 596     | 86                 | 428              | 82                   |
| Жінки    | 584     | 74                 | 394              | 116                  |
| Разом    | 1180    | 160                | 822              | 198                  |